# 수출 주도 산업화
수출 주도 산업화(export substitution industrialization, ELI), 수출 대체 산업화(export substitution industrialization, ESI), 수출 주도 성장(export-led growth) 또는 수출 지향 산업화(Export-oriented industrialization, EOI)는 상품을 수출하여 국가의 산업화 과정을 가속화하는 것을 목표로 하는 무역 및 경제 정책이다. 국가가 비교 우위를 가지고 있는 것이다. 수출 주도 성장은 다른 나라의 시장 접근을 대가로 국내 시장을 외국 경쟁에 개방하는 것을 의미한다.
그러나 이것이 모든 국내 시장에 해당되는 것은 아닐 수도 있다. 정부는 특정 신생 산업이 성장하고 미래의 비교 우위를 활용할 수 있도록 보호하는 것을 목표로 할 수 있으며 실제로는 그 반대가 발생할 수 있다. 예를 들어, 많은 동아시아 국가들은 1960년대부터 1980년대까지 수입 (무역)에 대해 강력한 장벽을 가지고 있었다.
관세 장벽 감소, 고정 환율(수출을 촉진하기 위해 자국 통화의 평가 절하가 종종 사용됨), 수출 부문에 대한 정부 지원은 모두 EOI 및 궁극적으로 경제 발전을 촉진하기 위해 채택된 정책의 예이다. 수출 지향적 산업화는 특히 제2차 세계대전 이후 발전된 동아시아 호랑이(홍콩, 싱가포르, 대한민국, 중화민국)의 국가 경제 발전의 특징이었다.
수출 주도 성장은 일부 개발도상국에서 사용하는 경제 전략이다. 이 전략은 특정 유형의 수출을 위해 세계 경제에서 틈새 시장을 찾는 것을 추구한다. 이러한 수출을 생산하는 산업은 정부 보조금을 받고 현지 시장에 더 잘 접근할 수 있다. 이러한 전략을 실행함으로써 국가들은 다른 곳에서 더 저렴하게 제조된 상품을 수입할 수 있을 만큼 충분한 경화를 얻기를 희망한다. 이 과정에서 수출 대리점이 형성된다.
또한, 최근 수학 연구에 따르면 수출 주도 성장은 임금 상승을 억제하고 통화 가치가 저평가된 국가에서 비교역 상품의 생산성 증가와 연결되어 있음을 보여준다. 그러한 국가에서는 수출품의 생산성 증가율이 비례적인 임금 증가율과 비교역재의 생산성 증가율보다 더 크다. 따라서 수출주도 성장국의 수출 가격은 낮아지고 국제 무역에서 경쟁력을 갖게 된다.